# Malawi op de Olympische Zomerspelen 2016
Malawi nam deel aan de Olympische Zomerspelen 2016 in Rio de Janeiro, Brazilië. De selectie bestond uit vijf sporters, actief in drie sporten. Malawi won geen olympische medailles.

## Deelnemers en resultaten
(m) = mannen, (v) = vrouwen 

### Atletiek
| Olympiër          | Discipline   | Resultaat | Prestatie                  |
| ----------------- | ------------ | --------- | -------------------------- |
| Kefasi Chitsala V | 5000m (m)    | 45e       | serie 2: 23ste in 14.52,89 |
|                   |              |           |                            |
| Tereza Master     | marathon (v) | 98e       | 2:48.34 (98e, NR)          |

### Boogschieten
| Olympiër     | Discipline      | Resultaat | Prestatie                                                                    |
| ------------ | --------------- | --------- | ---------------------------------------------------------------------------- |
| Areneo David | individueel (m) | 33e       | plaatsingsronde: 62ste met 603 punten 1ste ronde: V van ITA Pasqualucci: 0–6 |

### Zwemmen
| Olympiër     | Discipline         | Resultaat | Prestatie             |
| ------------ | ------------------ | --------- | --------------------- |
| Brave Lifa   | 50m vrije slag (m) | 83e       | serie 1: 4de in 28,54 |
|              |                    |           |                       |
| Ammara Pinto | 50m vrije slag (v) | 71e       | serie 4: 6de in 30,32 |